# التهاب الوريد الخثاري
التهاب الوريد الخثاري (بالإنجليزية: Thrombophlebitis)‏ حالة التهابية في الوريد تتبع تكون خثرة داخل الأوعية سببها تغير في تكوين الدم. وعندما تحدث بشكل متكرر في مناطق مختلفة فإنه يمسى بـ«التهاب الوريد الخثاري المتنقل».

## الأعراض والعلامات
الأعراض والعلامات التالية غالباً ما تكون مرتبطة بالتهاب الوريد الخثاري ولكن ليس دائماً، ويجب على المرء أن يعلم إن التهاب الوريد الخثاري لايقتصر فقط على الأوردة في الأطراف السفلية (الساق).
- ألم في المنطقة المصابة.
- أحمرار والتهاب الجلد في المنطقة المصابة.
- الإستسقاء (تورم الكاحل والقدم نتيجة تجمع أو فائض داخل-نسيجي للسوائل أسفل الجلد).
- رؤية حبل أحمر وخشن تحت سطح الجلد كالأوردة.
- ألم بشكل ملحوظ عند الوقوف أو المشي على الساق.

## الأسباب

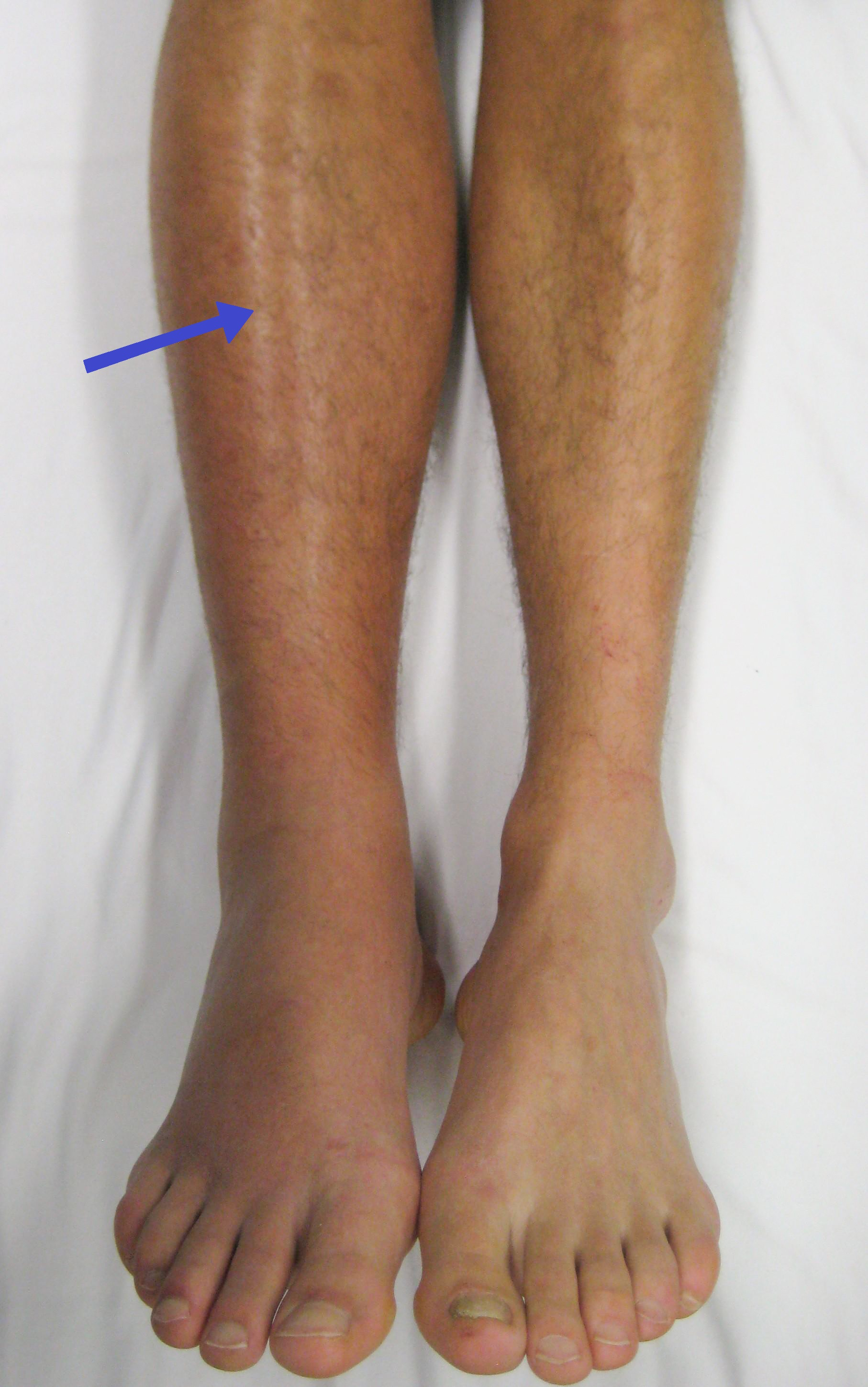
تخثر الأوردة العميقة في الساق اليمنى.

تشمل أسباب التهاب الوريد الخثاري الاضطرابات التي تؤدي إلى زيادة الميل إلى تجلط الدم وخفض سرعة الدم في الأوردة مثل البقاء ساكناً في مكان واحد لفترة طويلة كما هو الحال عند السفر حيث إن الجلوس لفترات طويلة قد يعزز تجلط الدم الذي قد يؤدي إلى التهاب الوريد الخثاري وهذا نادراً ما يحدث نسبياَ. العلاج بالهرمونات البديلة واستخدام حبوب منع الحمل قد تجعل الدم أكثر عرضة للتجلط. وهناك أشكال محددة ترتبط مع التهاب الوريد الخثاري تشمل «التهاب الوريد الخثاري السطحي» الذي يصيب الأوردة القريبة من سطح الجلد و«الخثار الوريدي العميق» الذي يصيب الأوردة العميقة، و«الإنصمام الرئوي». وأولئك الذين يعانون من اضطرابات التخثر العائلي مثل عوز بروتين أس أو عوز بروتين سي أوالعامل الخامس لايدن هي أيضاً تؤدي إلى زيادة خطر الإصابة بالتهاب الوريد الخثاري. وكذلك يمكن العثور على التهاب الوريج الخثاري في الأشخاص الذين يعانون من التهاب الأوعية الدموية بما في ذلك مرض بهجت. يمكن لالتهاب الوريد الخثاري المتنقل أن يكون علامة على الأورام الخبيثة مثل سرطان البنكرياس.

### مضاعفات
واحدة من أكثر المضاعفات خطورة هو عندما ترتبط الجلط الدموية السطحية مع التخثر الوريدي العميق، ويمكن بعد ذلك ان يسافر جزءا من هذه الجلطة من خلال القلب ويسد شبكة الشعيرات الدموية الكثيفة في الرئتين، وهذا الإنسداد الرئوي يمكن له أن يكون مهدداً لحياة الفرد المصاب.

## التشخيص
يستند تشخيص التهاب الوريد الخثاري بشكل أساسي على مظهر المنطقة المصابة، قد تكون هناك حاجة لفحوصات متكررة للنبض وضغط الدم ودرجة حرارة. إذا لم يتم تحديد الحالة بسهولة، فإنه يمكن إجراء اختبارات للتحديد الحالة، والتي تشمل ما يلي:
- تخطيط صدى القلب الدوبلري
- تصوير نهاية الشرايين
- دراسات تجلط الدم (إختبار تخثر الدم)

## الوقاية
من الأشياء التي تقي من التهاب الوريد الخثاري هي المشي، وشرب السوائل. ويقترح المشي خصوصاً بعد الجلوس لفترة طويلة، وخاصة عندما يسافر أحد.

## العلاج

إيبوبروفين (NSAID)

فيما يتعلق بعلاج التهاب الوريد الخثاري قد يُنصَح الفرد للقيام بما يلي: رفع المنطقة المصابة لتقليل التورم، وتخفيف الضغط عن المنطقة المصابة لكي تواجه ألم أقل. في بعض الأحيان، الجراحة ضرورية لإزالة جلطة تسد وريد في الحوض أو البطن. بشكل عام، قد يشمل العلاج ما يلي:
- هيبارين منخفض الكتلة المولية.
- وارفارين
- جراحة
- مضاد التهاب لا ستيرويدي (NSAIDS) (إيبوبروفين)
- جوارب الدعم

### إنتشار المرض
يحدث التهاب الوريد الخثاري بالتساوي تقريبا بين النساء والرجال، على الرغم من الذكور لديهم احتمال أعلى قليلا. واستناداً إلى الحوادث المتعلقة بتحليلها، فان متوسط عمر الإصابة بالتهاب الوريد الخثاري، يبلغ 54 للرجال و 58 للنساء.